# Chocotto sister
Chocotto Sister (ちょこッとSister?) es un manga escrito por Go Zappa e ilustrado por Sakura Takeuchi, fue publicado por Hakusensha en la revista Young Animal y compilada posteriormente en 8 volúmenes tankōbon. Fue adaptada a una serie de anime de 24 episodios por el estudio Nomad y trasmitido por Chiba TV en versión censurada en 2006; posteriormente 8 DVD sin censura fueron puestos a la venta llamados Chokotto Sister y Chocosis.

## Trama
La historia se centra en torno a un deseo de Navidad hecho por Haruma Kawagoe hace más de una década después que su madre había sufrido un aborto involuntario, seguida de una histerectomía. Varios años más tarde, cuando Haruma es un estudiante universitario, una mujer en una moto voladora aparece diciendo ser Santa Claus, y cumple su deseo de tener una hermana menor. Cuando él le dice que ya había hecho ese deseo hace mucho tiempo, la respuesta de "Santa" es que «hacer una pequeña hermana lleva mucho más tiempo que simplemente hacer juguete»; tras esto le pide su firma para la entrega y se va. 
Haruma ahora tiene una hermana pequeña, que viene con su propio manual, un manual de instrucciones para saber cómo ser una hermana pequeña y desenvolverse en el mundo, aunque en muchas ocasiones las indicaciones del manual la meten en más líos de los que la salvan. Cuando ella le pide a Haruma que le de un nombre, él la llama Choco, en referencia a anchoko (あんちょこ?), la palabra japonesa para chuleta, machete o apuntes.
A partir de ahora Choco comenzará a vivir con su hermano, a conocer a la gente de su edificio y a aprender a desenvolverse en el mundo, mientras hace amigos y vive pequeñas pero emotivas aventuras a diario.

## Personajes
Haruma Kawagoe (川越はるま Kawagoe Haruma?)
Es el personaje principal, un joven que en su infancia soñaba con tener una hermana pequeña, deseo que vio cumplido cuando su madre le contó que esperaba un hijo, sin embargo el bebé moriría antes de nacer y su madre se vio incapacitada de tener más hijos. La noche de Navidad, fecha cuando su madre sufrió la pérdida, hizo una oración a Dios para que su madre se recuperara después de su aborto involuntario, así como el deseo a Santa que le diera una hermanita. Años después de aquel deseo, se le concedió, dejando a Haruma con una adición repentina a su hogar. Ya que Haruma no tiene un empleo fijo, se preocupa mucho por su nueva hermana y trabaja constantemente en empleos de medio tiempo para mantenerse ambos.
Choco (ちょこ Choko?)
Es la hermana pequeña que Santa trajo a Haruma. Es dulce y muy inocente, tiene un conocimiento del mundo muy pequeño que inicialmente deriva del manual de instrucciones que le dieron antes de ser entregada a Haruma. Al parecer, el manual no cubre todas las situaciones de la vida real y no está escrito para el nivel de experiencia de Choco; también parte de la información que contiene es bastante inapropiada su edad. Choco parece ser una chica dulce y es muy aficionada a su nuevo "Onii-chan" (término cariñoso para un hermano mayor), ya que de inmediato se identificó con Haruma.
Santa (サンタ?)
Es una mujer que tiene un aspecto duro, monta una moto voladora con manillares de estilo cornamenta de reno y no tiene mucho tiempo para la charla u objeciones. La mañana de Navidad tocó a la ventana de Haruma para entregarle el gran paquete que le trajo, envuelto en una bolsa con una cinta y luego se fue volando, indicando que debía presentar cualquier reclamo o quejas a Dios. Ella también hace una reaparición, en una pesadilla de la Haruma de donde reclama a Choco de las manos Haruma dándole certificados de regalo a cambio. También se le ve en el episodio final para la entrega de regalos en la víspera de Navidad.
Ayano Sonozaki (園崎綾乃 Sonozaki Ayano?)
Es una mujer que trabaja en el Ciel azul de la flor, cerca de los departamentos Tsubaki. El sueño de Ayano era tener su propia florería. Haruma está enamorado de ella, pero ha sido incapaz de reunir el valor para decírselo y ella no se percata de los sentimientos del joven viéndolo solo como un amigo. Estaba comprometida con un joven llamado Kazuya hasta que él rompió con ella ya que estaba obligado a volver a su pueblo natal con su familia para heredar los negocios y, de continuar juntos, Ayase debería abandonar su sueño de tener una florería. Con la ayuda de Haruma, a pesar del sufrimiento que le significó, ambos se reconcilian y mudan juntos.
Yasuoka (安岡?)
Es el vecino de Haruma en los departamentos Tsubaki un hombre de mediana edad, de cuya existencia Haruma había logrado olvidar hasta que se encontraron en un santuario, el primer Día de Año Nuevo desde la aparición del Choco. Yasuoka parece estar luchando por encontrar un nuevo trabajo y todos los días sale a buscar un empleo, sin embargo lleva mucho tiempo cesante. Su aspecto es muy ordinario, siendo un hombre que camina un poco inclinado, de traje, bajo de estatura y con un aire de poca seguridad. En el manga se revela que esta actitud y su falta de trabajo se debe a que hace tiempo atrás perdió a su familia en un accidente y cayó en la apatía y depresión, sin embargo en la actualidad lo ha superado y se esfuerza por salir adelante. Aunque no lo aparenta es un hábil y fuerte pelador, ya que su trabajo anterior era como detective privado, por ello puede fácilmente encargarse de varias personas sin que lo lleguen a tocar.
Makoto Ashirai (足来真琴 Ashirai Makoto?)
Una mujer joven que vive en los departamentos Tsubaki en el mismo edificio que Haruma, Choco y Yasuoka. Su cabello es naranja y parece gozar del licor y de burlarse de Haruma exhibiendo su cuerpo. A pesar de su evidente inclinación por la embriaguez, su pereza, su tendencia a pedir comida a sus vecinos, su sentido "adulto" del humor y una naturaleza manipuladora algo intrigante, ella parece tener un buen carácter. Acudió al rescate de la dueña original después que tuviera un accidente en las escalera, sufrir un esguince en el tobillo y la cintura. Ella ha mostrado un interés bastante incómodo por el busto de Chitose y es común que busque la ocasión de tocarla y molestarla. Aunque nadie lo sabe es una cotizada modelo profesional y la idol más famosa del momento, sin embargo, no lo revela a nadie.
Casera (管理人さん Kanrinin-san?)
Era la dueña original de los departamentos Tsubaki donde Haruma, Choco, Yasuoka y Makoto viven. No se le conoce otro nombre. Es una mujer viuda ya de edad y parece bastante fácil convivir con ella. Después de su accidente decide abandonar el edificio para ir a vivir con su hijo e hija, citando que el accidente le ha mostrado que se está haciendo demasiado vieja. Le da el control del edificio a su nieta. Ella es la que inspira a Choco para iniciar un diario. En el manga este personaje solo es mencionado como la abuela de Chitose, sin embargo jamás aparece.
Chitose Serikawa (芹川千歳 Serikawa Chitose?)
Es la nieta de la casera original, una chica agradable, pero un poco tímida, propensa a los accidentes, carente de sentido de orientación y con una gran sensación de inseguridad debido a que sufrió un doloroso episodio en la escuela cuando escuchó al chico que le gustaba llamarla "una chica fea con gafas". Varios personajes han comentado sobre el impresionante tamaño de su busto. Desde el momento que conoce a Haruma desarrolla sentimientos por él, los cuales crecen y rápidamente se vuelven amor. Con el transcurso de la historia se vuelve una persona cada vez más cercana a Haruma y Choco, posteriormente el joven reconocería frente a ella que también se ha enamorado, por lo que comienzan tímida y lentamente una relación.
Tamami Marumo (丸茂珠美 Marumo Tamami?)
Es una mujer joven y la senpai de Haruma en la escuela, está en un club y da la impresión de ser muy liberal, tiene la costumbre de ofrecer a Haruma y otros estudiantes empleos a tiempo parcial como sustituto suyo. Empleos que Haruma considera "demasiado ocupantes" o que simplemente no pagan como lo esperaba.
Kakeru Ishida (石田駆 Ishida Kakeru?)
Un muchacho de la misma edad que Choco. Conoció a la niña cuando la atrapó accidentalmente de una caída desde un árbol y pronto desarrolla un fuerte enamoramiento hacia ella. Su familia son los dueños del baño público del barrio, por lo que en ocasiones trabaja atendiendo el lugar.
Midori (翠?)
Es una mujer madura que Choco encuentra por primera vez en los baño público. Ella es al parecer una mujer de convicciones firmes, entre otros, acerca de la forma correcta de comportarse en un baño público y aunque exhibe una mirada dura, realmente posee un carácter amable. En el manga se le identifica como la hermana mayor de Kakeru, aunque en esta versión no es ella sino una anciana del lugar quien enseña a Choco como comportarse en los baños.
Kazuya Sawamori (沢森一也 Sawamori Kazuya?)
Ex-prometido de Ayano; un joven que se dedicaba a la ilustración de revistas. Se ve obligado a regresar a su pueblo natal para hacerse cargo de la posada de su familia, ya que su padre murió en la víspera de Año Nuevo y no hay otros herederos. Debido a que Ayano soñaba con abrir su propia florería, decide cancelar su compromiso con ella, en lugar de llevarla con él para que ella no deba abandonar la florería que abrió en la ciudad. Gracias a la ayuda de Haruma ambos se reconcilian y Ayano se va con él a su pueblo natal, donde abre una nueva florería.
Yurika Hanayamada (華山田ゆりか Hanayamada Yurika?)
Es una chica que parece ser más joven que Choco. Es de familia rica y vive en una mansión con una criada que atiende sus necesidades. Se ve obligada a tomar clases de violín, tutorías, clases de inglés, lo que no le gusta. Durante uno de sus intentos de escapar de sus lecciones, conoce a Choco y se convierten en amigas. Aunque en un principio, a ella le desagrada Choco, luego llegaron a conocerse mejor. Sin embargo, Yurika no es buena para mostrar sus verdaderos sentimientos, y a menudo los niega. Además, Choco le dio un apodo, "Yuri-pyon", a lo que ella se opuso al principio, pero después se acostumbró. Está enamorada de Kakeru, pero él no es consciente de sus sentimientos.

## Manga
Chocotto Sister fue publicado por Hakusensha en la edición seinen de la revista Young Animal la cual publicó 8 tankōbon volúmenes.
| 01 | (2003-12-19) | ISBN 978-4-592-13893-8 |
| 02 | (2004-06-29) | ISBN 978-4-592-13894-5 |
| 03 | (2004-12-20) | ISBN 978-4-592-13895-2 |
| 04 | (2005-06-29) | ISBN 978-4-592-13896-9 |
| 05 | (2006-02-28) | ISBN 978-4-592-13897-6 |
| 06 | (2006-06-29) | ISBN 978-4-592-14346-8 |
| 07 | (2006-11-29) | ISBN 978-4-592-14347-5 |
| 08 | (2007-04-27) | ISBN 978-4-592-14348-2 |

## Anime
Chocotto sister fue lanzado por Nomad como un anime dirigido por Yasuhiro Kuroda, con música de Masara Nishida y diseño de personajes por Yukihiro Kitano. El tema de apertura es "Doki! Doki! My Sister Soul" por Harenchi Punch y el tema de cierre es "Neko-nyan Dance" por Harenchi Punch. Se trasmitieron 24 episodios del 12 de julio de 2006 y 20 de diciembre de 2006 por Kids Station. Más tarde fueron lanzados en ocho DVD.